# 773
Cette page concerne l'année 773  du calendrier julien. Pour l'année 773 av. J.-C., voir 773 av. J.-C.
L'année 773 est une année commune qui commence un vendredi.

## Événements
- Janvier : l’émissaire du pape rencontre Charlemagne à Thionville[1].
- 1er mai : Charles convoque l’armée franque à Genève[2], puis somme en vain Didier d’évacuer les places pontificales en échange d’un tribut versé par le pape.
- Septembre[3] : l’armée franque se divise pour traverser les Alpes à la fois par le col du Grand-Saint-Bernard (sous la direction de Bernard, oncle de Charles) et par le col du Mont-Cenis[2]. Elle parvient à contourner les Lombards d'Adalgis établis sur les chiuses (ou cluses, fortifications au fond des vals d'Aoste et de Suse[4]) et à les prendre à revers. Didier se replie sur Pavie.
- 12 octobre : les Francs rencontrent les Lombards à Mortara, devant Pavie[5].
- Octobre : 
  - début du siège de Pavie (fin en juin 774)[6].
  - campagne de Constantin V contre les Bulgares qui sont repoussés de Macédoine à Lithosoria[7].

- Début du règne en Inde de Govinda II (en), roi Rashtrakuta de Malkhed. Il laisse gouverner son jeune frère Dhruva (en) qui s’empare du pouvoir en 780[8].
- Les Saxons reprennent et détruisent Eresburg[9].